# Stegodibelodon schneideri
Lo stegodibelodonte (Stegodibelodon schneideri) è un mammifero estinto, appartenente ai proboscidati. Visse nel Pliocene inferiore (circa 5 milioni di anni fa) e i suoi resti fossili sono stati ritrovati in Africa (Ciad ed Etiopia).

## Descrizione
Questo animale è noto principalmente per una mandibola, dalla sinfisi accorciata rispetto a quella di altre forme simili come Stegotetrabelodon. Al contrario di quest'ultimo, inoltre, Stegodibelodon era privo delle difese della mandibola. I molari di questo animale mostravano una struttura simile a quella degli elefanti attuali, con tanto di lamelle e smalto nella superficie occlusale, ma l'aspetto era ancora simile a quello dei proboscidati più antichi (bunodonte). La percentuale di cemento dentale nei molari, inoltre, era anche superiore a quella riscontrata in Stegotetrabelodon e più vicina a quella degli elefanti attuali. 

## Classificazione
Descritto per la prima volta nel 1972 da Yves Coppens, questo animale è stato subito messo in relazione con Stegotetrabelodon; questi due proboscidati, riuniti nella sottofamiglia degli Stegotetrabelodontinae, sono stati dapprima visti come stretti parenti degli stegodonti (gen. Stegodon), e successivamente più vicini ai veri elefanti. Stegodibelodon, a causa della riduzione della sinfisi mandibolare e della perdita delle zanne inferiori (così come dell'aumento del cemento dentale e della forma evoluta del terzo molare) sembrerebbe essere la forma più affine agli elefanti odierni. Altri resti attribuiti a Stegodibelodon sono stati ritrovati in Etiopia.

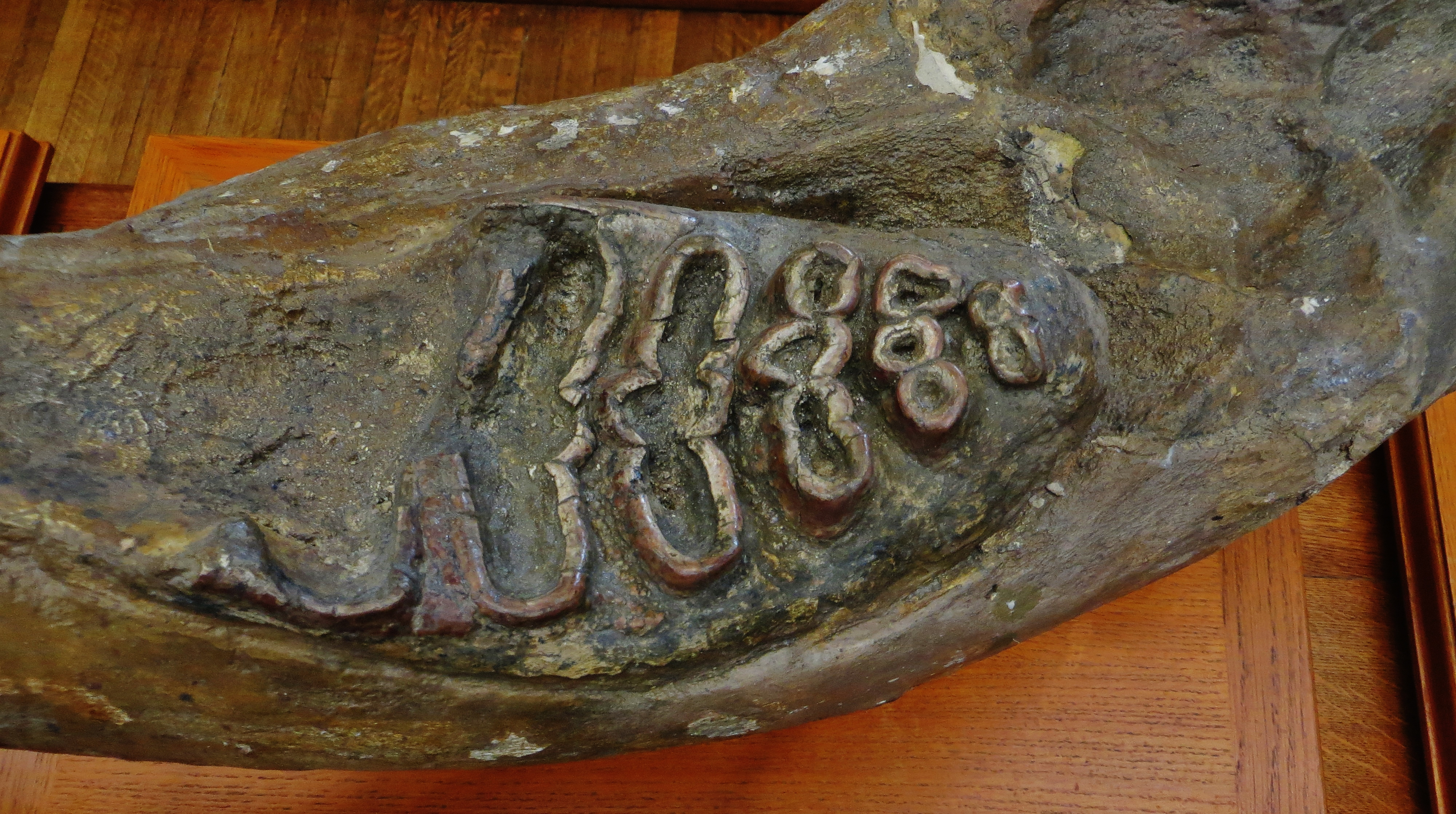
Parte di mandibola di un esemplare anziano di Stegodibelodon schneideri, in cui si nota un molare molto usurato